# 2 Pułk Grenadierów (Imperium Rosyjskie)
2 Rostowski Pułk Grenadierów Jego Cesarskiej Wysokości Wielkiego Księcia Michała Aleksandrowicza (ros. 2-й гренадерский Ростовский Его Императорского Высочества Великого Князя Михаила Александровича полк) – oddział piechoty wojsk Imperium Rosyjskiego.

## Charakterystyka
Sformowany 25 czerwca 1700 za panowania cara Piotra I Wielkiego. Stacjonował między innymi w Moskwie.
Pułk wziął udział w działaniach zbrojnych epoki napoleońskiej, a także w działaniach zbrojnych okresu I wojny światowej.

 W przededniu I wojny światowej pułk etatowo posiadał cztery bataliony po cztery kompanie oraz kompanię tyłową. Kompania piechoty czasu wojny liczyła około 240 żołnierzy i 4–5 oficerów. Na szczeblu pułku występował także pododdział karabinów maszynowych (8 km), łączności (w tym 14 konnych gońców i 21 telefonistów) i zwiadowczy (64 zwiadowców, w tym 4 kolarzy). W sumie pułk liczył około 4000 żołnierzy.

## Podporządkowanie
Lipiec 1914:
- Korpus Grenadierów Imperium Rosyjskiego (Гренадерский корпус), Moskwa
  - 1 Dywizja Grenadierów – Moskwa
    - 2 Rostowski pułk grenadierów – Moskwa.